# Jean-Luc Porraz
Jean-Luc Porraz est un acteur français.

## Biographie
Jean-Luc Porraz est un ancien élève du Conservatoire national supérieur d'art dramatique. Il a pour professeur Michel Bouquet, Claude Régy et Pierre Debauche. En 1980, Jean-Hugues Anglade lui offre son premier rôle au théâtre dans sa mise en scène de Scènes de chasse en Bavière. Jean-Jacques Beineix le repère et lui confie un rôle dans Diva. Il poursuit une carrière entre le théâtre (collaborations avec Jacques Rosner, Pierre Pradinas, Jean-Luc Moreau), la télévision (apparitions dans Les Cinq Dernières Minutes, Palace, Maigret, Plus belle la vie) et le cinéma où il tient une trentaine de seconds rôles.

## Filmographie

### Cinéma
- 1980 : Diva de Jean-Jacques Beineix : Mirmont
- 1981 : La gueule du loup de Michel Léviant
- 1985 : Moi vouloir toi de Patrick Dewolf : M. Info
- 1985 : Le Soulier de satin de Manoel de Oliveira : Don Gil
- 1987 : Flag de Jacques Santi : Jeannot
- 1987 : Maladie d'amour de Jacques Deray : Jean-Luc
- 1987 : La Maison assassinée de Georges Lautner : le notaire
- 1989 : Un monde sans pitié d'Eric Rochant : Un normalien
- 1991 : Netchaïev est de retour de Jacques Deray : Dupré
- 1991 : Le zèbre de Jean Poiret : le médecin
- 1996 : Le Plus Beau Métier du monde de Gérard Lauzier : Coulomb
- 1997 : Tonka de Jean-Hugues Anglade : le pompiste
- 1997 : Bruits d'amour de Jacques Otmezguine : Soutier
- 1999 : Les Parasites de Philippe de Chauveron : M. Drey
- 1999 : Le Plus beau pays du monde de Marcel Bluwal : Mignal
- 2000 : André le magnifique d'Emmanuel Silvestre et Thibault Staib : Jean-Pascal Faix
- 2000 : Ça ira mieux demain de Jeanne Labrune : Tintin
- 2001 : Origine contrôlée de Ahmed Bouchaala, Zakia Tahri : l'avocat
- 2001 : Dernier métro avant Noël de Jean-Charles Finck
- 2002 : Une employée modèle de Jacques Otmezguine : Loraz
- 2004 : Podium de Yann Moix : Patron pizzeria
- 2004 : La confiance règne de Étienne Chatiliez : le banquier
- 2005 : L'Amour aux trousses de Philippe de Chauveron : Michelet
- 2005 : Trois couples en quête d'orages de Jacques Otmezguine : l'assistant social
- 2005 : Il ne faut jurer de rien ! d'Éric Civanyan : Haussmann
- 2006 : Du jour au lendemain de Philippe Le Guay : le médecin
- 2006 : On va s'aimer d'Ivan Calbérac : l'avocat
- 2008 : Coluche, l'histoire d'un mec d'Antoine de Caunes : Renneman
- 2008 : Agathe Cléry d'Étienne Chatiliez : DRH
- 2009 : Le Hérisson de Mona Achache : Jean-Pierre
- 2010 : La Tête en friche de Jean Becker : le notaire
- 2011 : L'Élève Ducobu de Philippe de Chauveron : Mignard
- 2013 : Peuple de Mylonesse, pleurons la Reine Naphus de Éric Le Roch (court-métrage)
- 2016 : Radin ! de Fred Cavayé : Professeur retraité
- 2017 : Marie-Francine de Valérie Lemercier : le médecin du travail
- 2018 : Les Tuche 3 d'Olivier Baroux : Aide de camp
- 2019 : Mes jours de gloire d'Antoine de Bary : le médecin
- 2021 : C'est la vie de Julien Rambaldi : Dr. Thomas Perrier
- 2021 : Le Sens de la famille de Jean-Patrick Benes : Barman parc
- 2022 : Qu'est-ce qu'on a tous fait au Bon Dieu ? de Philippe de Chauveron : Jean-Raymond Girard
- 2022 : Simone, le voyage du siècle d'Olivier Dahan : Emmanuel Hamel
- 2022 : Les Volets verts de Jean Becker : Gilbert, le maître d'hôtel
- 2024 : Le Larbin de Alexandre Charlot et Franck Magnier : Charles

### Télévision
- 1983 : Les Cinq Dernières Minutes (épisode Appelez-moi Boggy) série télévisée de Jean-Pierre Marchand : Inspecteur Baron
- 1984 : Les malheurs de Malou de Jeanne Barbillon : L'inspecteur Biquet
- 1984 : Messieurs les jurés : L'affaire Lamontgie : Denis Savel
- 1986 : La Petite Roque de Claude Santelli : Le juge d'instruction
- 1987 : La Part de l'autre de Jeanne Labrune : Armand
- 1988 : Palace : Le client qui veut changer de tête
- 1989 : Liberté, Libertés de Jean-Dominique de la Rochefoucauld
- 1990 : Imogène : Imogène et la veuve blanche : Georges Marchand
- 1990 : La mort a dit peut-être d'Alain Bonnot : Janusz
- 1990 : Julie de Carneilhan de Christopher Frank : Cousteix
- 1992 : La femme de l'amant de Christopher Frank : M. Fauget
- 1993 : J'aime pas qu'on m'aime de Stéphane Kurc : Fernand Scrole
- 1993 : Le Secret d'Elissa Rhaïs de Jacques Otmezguine : Michel Henri
- 1995 : Le parasite de Patrick Dewolf
- 1995 : Julie Lescaut, épisode 3, saison 4, Recours en grâce de Joyce Bunuel : Le médecin
- 1995 : Sa dernière lettre de Serge Meynard : L'avocat
- 1996 : La peau du chat de Jacques Otmezguine : Le metteur en scène
- 1996 : Le rêve d'Esther de Jacques Otmezguine : Mr. Balkov
- 1997 : Miracle à l'Eldorado de Philippe Niang : Taylor
- 1998 : Une grosse bouchée d'amour de Michaëla Watteaux : Corentin
- 1999 : Un bonheur si fragile de Jacques Otmezguine : Rabier
- 2000 : Julien l'apprenti de Jacques Otmezguine : Présentateur défilé
- 2000 : Nestor Burma : Panique à Saint-Patrick : François Colin
- 2000 : Maigret : Maigret voit double : Mathieu Lanzeac
- 2001 : Les Cordier, juge et flic : Sang-froid : Roger Chambert
- 2001 : Caméra café : Les tracts : Jean-Marc
- 2001 : Les Enquêtes d'Éloïse Rome : À cause de Lola : Elie Van Horst
- 2002 : Avocats et Associés : Rendez-moi ma fille et Bourreaux d'enfants : Balton
- 2002 : Joséphine, ange gardien : La plus haute marche : M. Perrin
- 2002 : PJ : Agressions : Le Brot
- 2003 : La Deuxième Vérité de Philippe Monnier : Maître Sylvain Wastiaux
- 2003 : De soie et de cendre de Jacques Otmezguine : Georges Clairvaux
- 2003 : Le Bleu de l'océan : Le procureur
- 2006 : Navarro : L'âme en vrac : M. Ketel
- 2006 : Du goût et des couleurs de Michaëla Watteaux : Le garagiste
- 2007 : La promeneuse d'oiseaux de Jacques Otmezguine : Le pasteur
- 2008 : Vérités assassines d'Arnaud Sélignac
- 2011 : Le vernis craque de Daniel Janneau : Durand-Ruel
- 2011 : Mort d'un président, de Pierre Aknine : Michel Debré
- 2011 : Changer la vie de Serge Moati : Jacques Delors
- 2011 : Bas les cœurs de Robin Davis : Le notaire
- 2011 : Les Beaux Mecs : Gérant du cercle
- 2012 : Tiger Lily, 4 femmes dans la vie : Prêtre tireur
- 2013 : Crime d'état de Pierre Aknine : Alain Duhamel
- 2013 : Surveillance de Sébastien Grall : Léonard Lamy
- 2013 : Platane (saison 2) : Procureur Benoît Meunier
- 2014 : Les tourtereaux divorcent de Vincenzo Marano : Fredo
- 2016 : Plus belle la vie : Christophe Servier
- 2019 : Tout contre elle de Gabriel Le Bomin : Didier
- 2019 : Family Business (série Netflix) d'Igor Gotesman :  M. Limoges
- 2019 : Platane (saison 3) : Procureur Benoît Meunier
- 2019 : Scènes de ménages (guest)
- 2022 : Les Particules élémentaires d'Antoine Garceau : Docteur Mouret
- 2023 : En famille, Un château en héritage : James le majordome
- 2024 : La Peste d'Antoine Garceau : Joseph Grand
- 2024 : Scènes de ménages : Le préfet (guest)

## Théâtre
- 1980 : Scènes de chasse en Bavière de Martin Sperr, mise en scène Jean-Hugues Anglade, Espace Pierre Cardin
- 1980 : Du côté des îles de Pierre Laville, mise en scène Jacques Rosner, théâtre de l'Odéon
- 1983 : Œil pour œil de Jacques Audiard et Louis-Charles Sirjacq, Théâtre Gérard-Philipe
- 1984 : Great Britain d'après Edouard II de Christopher Marlowe, mise en scène Jean-Hugues Anglade, Théâtre Nanterre-Amandiers
- 1984 : Exquise Banquise de Louis-Charles Sirjacq, mise en scène Jean-Luc Porraz, Théâtre Gérard-Philipe
- 1991 : Léo Katz et ses œuvres de Louis-Charles Sirjacq, Festival d'Avignon
- 1991 : Ah ! Le Grand Homme de Pierre Pradinas, Festival d'Avignon
- 1992 : La Cave de l'effroi de Gabor Rassov, mise en scène Pierre Pradinas, Théâtre Jean Vilar
- 1994 : Du mariage au divorce de Georges Feydeau, mise en scène Alain Bézu
- 1995 : Oncle Vania de Tchekov, mise en scène Alain Bézu
- 1996 : Le bal des voleurs de Jean Anouilh, mise en scène Jean-Claude Idée, Théâtre Montparnasse
- 1997 : André le Magnifique de et mise en scène Michel Vuillermoz, Denis Podalydès, Isabelle Candelier, Patrick Ligardes, Théâtre Tristan Bernard
- 2000 : Le béret de la tortue de Jean Dell et Gérald Sibleyras, mise en scène François Rollin, Le Splendid
- 2004 : Nature et dépassement de Olivier Dutaillis et Joëlle Seranne, mise en scène Stéphan Meldegg, Théâtre La Bruyère
- 2004 : L'Inscription de Jean Dell et Gérald Sibleyras, mise en scène Jacques Échantillon, Petit Montparnasse
- 2005 : Le Mariage de Barillon de Georges Feydeau, mise en scène Jacques Échantillon, Théâtre du Palais Royal
- 2006 : Vive Bouchon! de Jean Dell et Gérald Sibleyras, mise en scène Jean-Luc Moreau, Théâtre Michel
- 2008 : Les Belles-sœurs d'Eric Assous, mise en scène Jean-Luc Moreau, Théâtre Saint-Georges
- 2010 : Douze hommes en colère de Reginald Rose, mise en scène Stéphan Meldegg, Théâtre de Paris
- 2010 - 2013 : Thé à la menthe ou t'es citron de Patrick Haudecœur, Théâtre Fontaine
- 2013 : Coup de sangria de Eric Chappell, mise en scène Jean-Luc Moreau, Théâtre de la Michodière
- 2014 : Ouh ouh d'Isabelle Mergault, mise en scène Patrice Leconte, Théâtre des Variétés
- 2015 : Perrichon voyage toujours de Gérald Sibleyras d'après Eugène Labiche, mise en scène Philippe Uchan, Théâtre La Bruyère
- 2016 : Ah ! Le Grand Homme de Pierre Pradinas et Simon Pradinas, mise en scène Panchika Velez, théâtre de l'Atelier
- 2020 : Le Muguet de noël de Sébastien Blanc et Nicolas Poiret, mise en scène Jean-Luc Moreau, théâtre Montparnasse
- 2020 : Si on savait d'Eric Fraticelli, mise en scène Jean-Luc Moreau, Théâtre des Bouffes Parisiens
- 2020 : Une heure de tranquillité de Florian Zeller, mise en scène Ladislas Chollat, théâtre Antoine (Captation pour France 2)
- 2022 : Rentrer dans le moule de et mise en scène Juliette Duval, théâtre du Balcon (Festival off d'Avignon)
- 2022 : Si on savait d'Éric Fraticelli, mise en scène Jean-Luc Moreau, Théâtre de la Michodière